# Björn Melin
Björn Erik Jonny Melin (* 4. Juli 1981 in Jönköping) ist ein schwedischer Eishockeyspieler, der zuletzt beim HV71 in der schwedischen Svenska Hockeyligan unter Vertrag stand.

## Karriere
Melins Karriere begann 1997 in der Nachwuchsabteilung beim HV71 in der schwedischen J20 SuperElit, der höchsten Nachwuchsspielklasse des Landes. Zur Saison 1999/2000 schaffte er den Sprung in den Profi-Kader und absolvierte in der Elitserien in seiner Debütsaison 23 Spiele. Im gleichen Jahr wurde er im NHL Entry Draft in der sechsten Runde an insgesamt 163. Stelle von den New York Islanders gedraftet. Nach der Saison 2004/05 wechselte er zum Ligarivalen Malmö Redhawks, kehrte allerdings nach einer Spielzeit wieder nach Jönköping zurück. Nach einem Jahr in der National Hockey League – dort stand er für die Anaheim Ducks drei Spiele auf dem Eis – und der American Hockey League für die Portland Pirates ging er abermals zu seinem Heimatverein zurück, für den er bis 2010 spielte und mit dem er 2008 und 2010 Meister wurde. Auch in der Saison 2008/09 erreichte Melin mit seiner Mannschaft die Finalspiele, in denen er mit seinem Team dem Gegner Färjestad BK mit 1:4 Siegen unterlag. Die Saison 2010/11 begann Melin mit einem Engagement bei Neftechimik Nischnekamsk in der Kontinentalen Hockey-Liga, bevor der Schwede von Fribourg-Gottéron aus der National League A verpflichtet wurde. Für diese bestritt er 23 NLA-Spiele und erzielte 16 Punkte.
Zur Saison 2011/12 erhielt Melin einen Kontrakt bei Dinamo Riga aus der KHL. Nach elf punktlosen Spielen wurde er bereits im Oktober 2011 vorzeitig aus seinem Vertrag entlassen. Noch im gleichen Monat schloss er sich Lukko Rauma aus der finnischen SM-liiga an, für den er bis zum Saisonende aktiv war. In den folgenden zwei Spieljahren gehörte er dem Kader des AIK Solna an. Nach dem Abstieg des Klubs in die HockeyAllsvenskan kehrte Melin im April 2014 zu seinem Stammverein zurück.

### International
Für Schweden nahm Melin an der U18-Junioren-Weltmeisterschaft 1999 sowie den U20-Junioren-Weltmeisterschaften 2000 und 2001 teil. Des Weiteren stand er im Aufgebot Schwedens bei der Weltmeisterschaft 2006, bei der er mit seiner Mannschaft die Goldmedaille gewann.

## Erfolge und Auszeichnungen
- 1999 Silbermedaille bei der U18-Junioren-Weltmeisterschaft
- 2004 Schwedischer Meister mit dem HV71
- 2006 Goldmedaille bei der Weltmeisterschaft
- 2008 Schwedischer Meister mit dem HV71
- 2009 Schwedischer Vizemeister mit HV71
- 2010 Schwedischer Meister mit HV71